# Thalia rhinoceros
Thalia rhinoceros är en ryggsträngsdjursart som beskrevs av van Soest 1975. Thalia rhinoceros ingår i släktet Thalia och familjen bandsalper. Inga underarter finns listade i Catalogue of Life.